# Wijken en buurten in Gouda
De Nederlandse gemeente Gouda is voor statistische doeleinden onderverdeeld in wijken en buurten. De gemeente is verdeeld in de volgende statistische wijken:
- Wijk 01 Binnenstad (CBS-wijkcode:051301)
- Wijk 02 De Korte Akkeren (CBS-wijkcode:051302)
- Wijk 03 Bloemendaal (CBS-wijkcode:051303)
- Wijk 04 Plaswijck (CBS-wijkcode:051304)
- Wijk 05 Noord (CBS-wijkcode:051305)
- Wijk 06 Kort Haarlem (CBS-wijkcode:051306)
- Wijk 07 Goverwelle (CBS-wijkcode:051307)
- Wijk 08 Stolwijkersluis (CBS-wijkcode:051308)
- Wijk 09 Westergouwe[1],  Oostpolder in Schieland (CBS-wijkcode:051309)

Een statistische wijk kan bestaan uit meerdere buurten. Onderstaande tabel geeft de buurtindeling met kentallen volgens het Centraal Bureau voor de Statistiek (2008):
| CBS-buurtcode | Buurtnaam                               | Inwonertal | Opp. totaal (ha) | Opp. land (ha) | Ligging                |
| ------------- | --------------------------------------- | ---------- | ---------------- | -------------- | ---------------------- |
| BU05130100    | Nieuwe Markt en omgeving                | 1250       | 17               | 17             | Locatie in de gemeente |
| BU05130101    | De Baan en omgeving                     | 1220       | 16               | 15             | Locatie in de gemeente |
| BU05130102    | Turfmarkt en omgeving                   | 1150       | 13               | 13             | Locatie in de gemeente |
| BU05130103    | Raam en omgeving                        | 1520       | 17               | 17             | Locatie in de gemeente |
| BU05130104    | Nieuwe Park-Oost                        | 1350       | 51               | 48             | Locatie in de gemeente |
| BU05130105    | Nieuwe Park-West                        | 0          | 28               | 23             | Locatie in de gemeente |
| BU05130200    | De Korte Akkeren-Oud                    | 6220       | 59               | 57             | Locatie in de gemeente |
| BU05130201    | De Korte Akkeren-Nieuw                  | 2280       | 38               | 33             | Locatie in de gemeente |
| BU05130202    | Industrieterrein Kromme Gouwe Oost West | 310        | 49               | 40             | Locatie in de gemeente |
| BU05130203    | Industrieterrein de Hollandsche IJssel  | 50         | 29               | 25             | Locatie in de gemeente |
| BU05130204    | Weidebloemkwartier                      | 610        | 24               | 17             | Locatie in de gemeente |
| BU05130300    | Boerhaavekwartier                       | 2150       | 51               | 51             | Locatie in de gemeente |
| BU05130301    | Windrooskwartier en Heesterbuurt        | 2820       | 43               | 42             | Locatie in de gemeente |
| BU05130302    | Groenhovenkwartier                      | 1770       | 24               | 23             | Locatie in de gemeente |
| BU05130303    | Bloemendaalseweg                        | 1730       | 40               | 38             | Locatie in de gemeente |
| BU05130304    | De Goudse Poort                         | 590        | 143              | 132            | Locatie in de gemeente |
| BU05130305    | De Gaardenbuurt                         | 620        | 14               | 12             | Locatie in de gemeente |
| BU05130400    | Hoef- en Veldbuurt                      | 2310       | 35               | 34             | Locatie in de gemeente |
| BU05130401    | Zomenbuurt                              | 1870       | 33               | 32             | Locatie in de gemeente |
| BU05130402    | Hoevenbuurt                             | 3450       | 49               | 47             | Locatie in de gemeente |
| BU05130403    | Lusten-, Burgen- en Steinenbuurt        | 1880       | 26               | 26             | Locatie in de gemeente |
| BU05130404    | Grassen- en Waterbuurt                  | 1130       | 18               | 16             | Locatie in de gemeente |
| BU05130405    | Bodegraafsestraatweg                    | 280        | 12               | 9              | Locatie in de gemeente |
| BU05130406    | Mammoet                                 | 810        | 19               | 18             | Locatie in de gemeente |
| BU05130407    | Wervenbuurt                             | 860        | 6                | 6              | Locatie in de gemeente |
| BU05130500    | Ouwe Gouwe                              | 4610       | 70               | 68             | Locatie in de gemeente |
| BU05130501    | Statensingel                            | 540        | 7                | 7              | Locatie in de gemeente |
| BU05130502    | Wethouder Venteweg                      | 1500       | 23               | 20             | Locatie in de gemeente |
| BU05130503    | Achterwillenseweg                       | 1280       | 17               | 17             | Locatie in de gemeente |
| BU05130504    | Slagenbuurt                             | 1660       | 34               | 34             | Locatie in de gemeente |
| BU05130509    | De Goudse Hout                          | 90         | 94               | 87             | Locatie in de gemeente |
| BU05130600    | Oosterwei                               | 2060       | 18               | 18             | Locatie in de gemeente |
| BU05130601    | Vreewijk                                | 1260       | 21               | 20             | Locatie in de gemeente |
| BU05130602    | Voorwillenseweg                         | 520        | 14               | 14             | Locatie in de gemeente |
| BU05130603    | Kadenbuurt                              | 2600       | 27               | 27             | Locatie in de gemeente |
| BU05130604    | Kort Haarlem                            | 3910       | 52               | 51             | Locatie in de gemeente |
| BU05130700    | Sportbuurt                              | 1310       | 24               | 22             | Locatie in de gemeente |
| BU05130701    | Molenbuurt                              | 3790       | 40               | 39             | Locatie in de gemeente |
| BU05130702    | Polderbuurt                             | 3360       | 45               | 44             | Locatie in de gemeente |
| BU05130703    | Vrijheidsbuurt                          | 990        | 20               | 19             | Locatie in de gemeente |
| BU05130704    | Componistenbuurt                        | 1930       | 18               | 18             | Locatie in de gemeente |
| BU05130705    | Muziekbuurt                             | 680        | 18               | 18             | Locatie in de gemeente |
| BU05130800    | Stolwijkersluis-Oost                    | 340        | 29               | 24             | Locatie in de gemeente |
| BU05130809    | Stolwijkersluis-West                    | 80         | 66               | 60             | Locatie in de gemeente |
| BU05130900    | Gouwestroom                             | 20         | 30               | 24             | Locatie in de gemeente |
| BU05130901    | Ringvaartbocht                          | 20         | 17               | 13             | Locatie in de gemeente |
| BU05130909    | Oostpolder in Schieland                 | 80         | 272              | 257            | Locatie in de gemeente |